# Kūchār-e Kaltūnābād
Kūchār-e Kaltūnābād (persiska: كوچار, كوچار کلتون آباد, Kūchār) är en ort i Iran.   Den ligger i provinsen Qazvin, i den nordvästra delen av landet, 130 km väster om huvudstaden Teheran. Kūchār-e Kaltūnābād ligger 1 205 meter över havet och antalet invånare är 552.
Terrängen runt Kūchār-e Kaltūnābād är platt, och sluttar söderut.Runt Kūchār-e Kaltūnābād är det ganska tätbefolkat, med 108 invånare per kvadratkilometer. Närmaste större samhälle är Qazvin, 17,7 km norr om Kūchār-e Kaltūnābād. Trakten runt Kūchār-e Kaltūnābād består till största delen av jordbruksmark.